# 샤랑트주의 캉통
프랑스 샤랑트주에는 총 25개의 캉통이 속해 있다. 2015년 3월 행정구역 총개편으로 인해 현재는 다음과 같이 설치되어 있다.
- 앙굴렘 1
- 앙굴렘 2
- 앙굴렘 3
- 보엠에슐
- 부악스에망루아
- 샤랑트보니외르
- 샤랑트샹파뉴
- 샤랑트노르드
- 샤랑트쉬드
- 샤랑트비엔
- 코냐크 1
- 코냐크 2
- 라쿠론
- 공퐁투브르 캉통
- 자르나크
- 투브르에브라콘
- 튀드에라발레트
- 발드누에르
- 발드타르두아르